# Ootmarsum
Ootmarsum (52° 24′ N, 6° 54′ L) é uma cidade dos Países Baixos, na província de Overijssel. Ootmarsum pertence ao município de Dinkelland, e está situada a 10 km, a norte de Oldenzaal. It received city rights in 1325.
Em 2001, a cidade de Ootmarsum tinha 4227 habitantes. A área urbana da cidade é de 1.5 km², e tem 1620 residências. 
A área de Ootmarsum, que também inclui as partes periféricas da cidade, bem como a zona rural circundante, tem uma população estimada em 3650 habitantes.